# Вальєс-де-Паленсуела
Вальєс-де-Паленсуела (ісп. Valles de Palenzuela) — муніципалітет в Іспанії, у складі автономної спільноти Кастилія-і-Леон, у провінції Бургос. Населення — 87 осіб (2010).
Муніципалітет розташований на відстані близько 190 км на північ від Мадрида, 40 км на південний захід від Бургоса.

## Демографія
Динаміка населення (INE ):